# Gaziantepspor
A Gaziantepspor egy török labdarúgóklub Gaziantep városából, melyet 1969-ben alapítottak. 1990 óta szerepelnek az első osztályban.

## Játékosok
2008. június 30-ai adatok:
| # |             | Poszt | Név                      |
| - | ----------- | ----- | ------------------------ |
|   | Törökország | K     | Oğuz Dağlaroğlu          |
|   | Törökország | K     | Murat Şahin              |
|   | Törökország | K     | Mahmut Bezgin            |
|   | Törökország | K     | Tolgahan Acar            |
|   | Törökország | V     | Bekir İrtegün            |
|   | Törökország | V     | Murat Ceylan             |
|   | Kamerun     | V     | Armand Deumi             |
|   | Törökország | V     | Mehmet Polat             |
|   | Törökország | V     | Özgür Bayer              |
|   | Szlovákia   | V     | Thomas Sedlak            |
|   | Brazil      | V     | Ivan                     |
|   | Törökország | V     | Mehmet Ozan Tahtaişleyen |
|   | Törökország | V     | Emrah Eren               |
|   | Törökország | V     | Erkan Sekman             |
|   | Törökország | KP    | Metin Tuğlu              |
|   | Törökország | CS    | Özgürcan Özcan           |
|   | Törökország | KP    | Ibrahim Ferdi Coşkun     |

| # |             | Poszt | Név                      |
| - | ----------- | ----- | ------------------------ |
|   | Törökország | KP    | Barış Durmaz             |
|   | Törökország | KP    | Kemal Aslan              |
|   | Törökország | KP    | Muhammet Şentürk         |
|   | Argentína   | KP    | Christian Rodrigo Zurita |
|   | Törökország | KP    | Hakan Bayraktar          |
|   | Törökország | KP    | Osman Şimşek             |
|   | Törökország | KP    | Zafer Kargoğlu           |
|   | Törökország | KP    | Olcan Adın               |
|   | Törökország | KP    | Erman Özgür              |
|   | Törökország | KP    | Mehmet Yozgatli          |
|   | Törökország | KP    | Özgür Yıldırım           |
|   | Brazil      | CS    | Tabata                   |
|   | Brazil      | CS    | Beto                     |
|   | Törökország | CS    | Mustafa Cevahir          |
|   | Törökország | CS    | Ahmet Arıs               |
|   | Törökország | ?     | Soner Örnek              |
|   | Törökország | ?     | Ismail Köybaşı           |